# گلوجه سعید
گلوجه سعید یکی از روستاهای استان آذربایجان شرقی است که در دهستان اوجان شرقی بخش تیکمه‌داش شهرستان بستان‌آباد واقع شده‌است.این روستا ۳۰۷ نفر جمعیت دارد.